# 352333 Sylvievauclair
352333 Sylvievauclair è un asteroide della fascia principale. Scoperto il 1° novembre 2007 da P. Kocher, presenta un'orbita caratterizzata da un semiasse maggiore pari a 2,7339358 UA e da un'eccentricità di 0,2471297, inclinata di 10,09192° rispetto all'eclittica.